# Желозо, Альбер
Альбер Желозо́ (фр. Albert Géloso, собственно Альберто Джело́зо, итал. Alberto Buenaventuro Luis Francisco Federico Pedro Dionisio Pio Geloso; 11 июля 1863, Мадрид — 23 февраля 1916, Париж) — французский скрипач. Гражданин Франции с 1904 года.
Сын пианиста. Учился в Брюссельской консерватории, затем окончил Парижскую консерваторию (1883) по классу Ламбера Массара.
Наиболее известен как первая скрипка струнного квартета, в составе которого в разное время играли Люсьен Капе и Альбер Блок (вторая скрипка), Луи ван Вафельгем, Пьер Монтё и Луи Байи (альт), Жюль Гризе и Фредерик Шнеклюд (виолончель). Квартет был основан при парижском Бетховенском обществе, так что в его обязанности входило регулярное исполнение струнных квартетов Людвига ван Бетховена. В то же время музыка Иоганнеса Брамса в исполнении Желозо и его квартета получила одобрение автора, а в 1909 г. квартет Желозо совместно со струнным квартетом Марселя Шайи исполнил премьеру Октета для струнных Джордже Энеску. Кроме того, квартет Желозо впервые исполнил струнный квартет Эжена Изаи (1894). Играл также в оркестрах Падлу и Ламурё.
Под редакцией Желозо изданы 36 каприсов Федериго Фьорилло и Восьмой концерт для скрипки с оркестром Пьера Роде.
Брат Желозо, Сезар Желозо (Чезаре Джелозо), был композитором и пианистом, нередко дополнявшим квартет Желозо до квинтета.